# Campeonato Paranaense de Tercera División 2025
La Tercera División 2025 será la 26.ª edición de la tercera división de fútbol del estado de Paraná. El torneo fue organizado por la Federação Paranaense de Futebol (FPF). El comienzo del torneo que estaba previsto para el 23 de agosto, finalmente será el 30 de agosto.

## Sistema de juego[2]

### Primera fase
Los 13 equipos se dividen en 3 grupos regionalizados, enfrentandose en partidos de ida y vuelta. Culminada la primera fase, los dos primeros puestos de cada grupo mas los dos mejores terceros acceden a los cuartos de final.

### Segunda fase
- Cuartos de final: Los enfrentamientos de cuartos de final se emparejan con respecto al puntaje de la primera fase, en una tabla de clasificados, de la siguiente forma:
  - 1.º vs. 8.º
  - 2.º vs. 7.º
  - 3.º vs. 6.º
  - 4.º vs. 5.º

- Semifinales: Los enfrentamientos de las semifinales se jugarán de la siguiente forma:
  - (1.º vs. 8.º) vs. (4.º vs. 5.º)
  - (2.º vs. 7.º) vs. (3.º vs. 6.º)

- Final: Los dos ganadores de las semifinales disputan la final.

- Nota 1: Tanto cuartos de final, semifinales como la final se juegan en partidos de ida y vuelta, el equipo con menor puntaje acumulado hasta el momento del enfrentamiento hará como local en el primer partido.
- Nota 2: En caso de empate en puntos y diferencia de goles en cualquier llave, el ganador se decidirá en tanda de penales. No se consideran los goles de visita.

## Equipos participantes
| Equipo             | Ciudad            | Posición 2024       | Títulos (último) |
| ------------------ | ----------------- | ------------------- | ---------------- |
| Araucária          | Araucária         | 11.º                | 0                |
| Cambé              | Cambé             | 14.º                | 0                |
| Campo Mourão       | Campo Mourão      | 10.º                | 0                |
| City London        | Londrina          | Debutante           | 0                |
| Grêmio Maringá     | Maringá           | 10.º (2.ª división) | 1 (2022)         |
| Hope Internacional | Campo Largo       | 4.º                 | 0                |
| Iraty              | Irati             | 7.º                 | 0                |
| Oeste              | Toledo            | 8.º                 | 0                |
| Portuguesa         | Londrina          | 9.º                 | 0                |
| Prudentópolis      | Prudentópolis     | 12.º                | 1 (2008)         |
| Samas              | São Mateus do Sul | Debutante           | 0                |
| União              | Francisco Beltrão | 13.º                | 1 (2016)         |
| Verê               | Verê              | 5.º                 | 0                |

| Decrecimiento | Equipos provenientes del Campeonato Paranaense de Segunda División 2024. |

## Primera fase
Grupo A
Grupo B
Grupo C
Terceros clasificados

## Fase final

#### Cuadro de desarrollo
|  | Cuartos de final | Cuartos de final | Cuartos de final | Cuartos de final | Cuartos de final |  |  | Semifinales | Semifinales | Semifinales | Semifinales | Semifinales |  |  | Final | Final | Final | Final | Final |  |
|  |                  |                  |                  |                  |                  |  |  |             |             |             |             |             |  |  |       |       |       |       |       |  |
|  |                  |                  |                  |                  |                  |  |  |             |             |             |             |             |  |  |       |       |       |       |       |  |
|  |                  |                  |                  |                  |                  |  |  |             |             |             |             |             |  |  |       |       |       |       |       |  |
|  |                  |                  |                  |                  |                  |  |  |             |             |             |             |             |  |  |       |       |       |       |       |  |
|  |                  |                  |                  |                  |                  |  |  |             |             |             |             |             |  |  |       |       |       |       |       |  |
|  |                  |                  |                  |                  |                  |  |  |             |             |             |             |             |  |  |       |       |       |       |       |  |
|  |                  |                  |                  |                  |                  |  |  |             |             |             |             |             |  |  |       |       |       |       |       |  |
|  |                  |                  |                  |                  |                  |  |  |             |             |             |             |             |  |  |       |       |       |       |       |  |
|  |                  |                  |                  |                  |                  |  |  |             |             |             |             |             |  |  |       |       |       |       |       |  |
|  |                  |                  |                  |                  |                  |  |  |             |             |             |             |             |  |  |       |       |       |       |       |  |
|  |                  |                  |                  |                  |                  |  |  |             |             |             |             |             |  |  |       |       |       |       |       |  |
|  |                  |                  |                  |                  |                  |  |  |             |             |             |             |             |  |  |       |       |       |       |       |  |
|  |                  |                  |                  |                  |                  |  |  |             |             |             |             |             |  |  |       |       |       |       |       |  |
|  |                  |                  |                  |                  |                  |  |  |             |             |             |             |             |  |  |       |       |       |       |       |  |
|  |                  |                  |                  |                  |                  |  |  |             |             |             |             |             |  |  |       |       |       |       |       |  |
|  |                  |                  |                  |                  |                  |  |  |             |             |             |             |             |  |  |       |       |       |       |       |  |
|  |                  |                  |                  |                  |                  |  |  |             |             |             |             |             |  |  |       |       |       |       |       |  |
|  |                  |                  |                  |                  |                  |  |  |             |             |             |             |             |  |  |       |       |       |       |       |  |
|  |                  |                  |                  |                  |                  |  |  |             |             |             |             |             |  |  |       |       |       |       |       |  |
|  |                  |                  |                  |                  |                  |  |  |             |             |             |             |             |  |  |       |       |       |       |       |  |
|  |                  |                  |                  |                  |                  |  |  |             |             |             |             |             |  |  |       |       |       |       |       |  |
|  |                  |                  |                  |                  |                  |  |  |             |             |             |             |             |  |  |       |       |       |       |       |  |
|  |                  |                  |                  |                  |                  |  |  |             |             |             |             |             |  |  |       |       |       |       |       |  |
|  |                  |                  |                  |                  |                  |  |  |             |             |             |             |             |  |  |       |       |       |       |       |  |
|  |                  |                  |                  |                  |                  |  |  |             |             |             |             |             |  |  |       |       |       |       |       |  |

Nota: El equipo que ocupa la primera línea es el que define la serie como local.

| Bandera del estado de Paraná |
| Campeón                      |
|                              |